# Anthurium aureum
Anthurium aureum Engl., 1898 è una pianta della famiglia delle Aracee, diffusa in Colombia e Perù.